# لوك ويلسون
لوك ويلسون (بالإنجليزية: Luke Willson)‏ (و. 1990  م) هو لاعب كرة قاعدة، ولاعب كرة قدم أمريكية، من كندا، يلعب كطرف ضيق ‏.

## التعليم
تعلم في جامعة رايس.

## روابط خارجية
- لوك ويلسون على موقع مرجع كرة القدم المحترفة.كوم (الإنجليزية)
- لوك ويلسون على موقع كلية كرة القدم في سبورتس رفرنس.كوم (الإنجليزية)